# بیگاسترو
بیگاسترو (به اسپانیایی: Bigastro) دهستانی در استان آلیکانتهٔ اسپانیا است.
در این دهستان ۶٬۷۶۱ نفر زندگی می‌کنند. مساحت این دهستان ۴٫۰۴ کیلومتر مربع است.